# US Open 1985
Lo US Open 1985 è stata la 105ª edizione dello US Open e quarta prova stagionale dello Slam.Si è disputato dal 27 agosto all'8 settembre 1985 al USTA Billie Jean King National Tennis Center in Flushing Meadows di New York negli Stati Uniti.
Il singolare maschile è stato vinto dal ceco Ivan Lendl che si è imposto sullo statunitense John McEnroe col punteggio di 7–6(1), 6–3, 6–4. Il singolare femminile è stato vinto dalla ceca Hana Mandlíková, che ha battuto in finale in tre set la statunitense Martina Navrátilová.
Nel doppio maschile si sono imposti Ken Flach e Robert Seguso. Nel doppio femminile hanno trionfato Claudia Kohde Kilsch e Helena Suková.
Nel doppio misto la vittoria è andata a Martina Navrátilová, in coppia con Heinz Günthardt.

## Seniors

### Singolare maschile
Ivan Lendl ha battuto in finale  John McEnroe con il punteggio di 7–6(1), 6–3, 6–4.
- È stato il 2º titolo del Grande Slam per Lendl e il suo 1º US Open.

### Singolare femminile
Hana Mandlíková ha battuto in finale  Martina Navrátilová con il punteggio di 7–6(3), 1–6, 7–6(2).
- È stato il 3º titolo del Grande Slam per Hana Mandlíková e il suo 1º (e unico) US Open.

### Doppio maschile
Ken Flach /  Robert Seguso hanno battuto in finale  Henri Leconte /  Yannick Noah con il punteggio di 6(5)–7, 7–6(1), 7–6(6), 6–0.

### Doppio femminile
Claudia Kohde Kilsch /  Helena Suková hanno battuto in finale  Martina Navrátilová /  Pam Shriver con il punteggio di 6(5)–7, 6–2, 6–3.

### Doppio misto
Martina Navrátilová /  Heinz Günthardt hanno battuto in finale  Elizabeth Sayers Smylie /  John Fitzgerald con il punteggio di 6–3, 6–4.

## Juniors

### Singolare ragazzi
Tim Trigueiro ha battuto in finale  Joey Blake con il punteggio di 6–2, 6–3.

### Singolare ragazze
Laura Garrone ha battuto in finale  Andrea Holíková con il punteggio di 6–2, 7–6.

### Doppio ragazzi
Joey Blake /  Darren Yates hanno battuto in finale  Patrick Flynn /  David Macpherson con il punteggio di 3–6, 6–3, 6–4.

### Doppio ragazze
Andrea Holíková /  Radka Zrubáková hanno battuto in finale  Mariana Pérez-Roldán /  Patricia Tarabini con il punteggio di 6–4, 2–6, 7–5.